# Équipe de Moldavie de football
Cet article traite de l'équipe masculine. Pour l'équipe féminine, voir Équipe de Moldavie féminine de football.
Maillots
L'équipe de Moldavie de football est constituée par une sélection des meilleurs joueurs moldaves sous l'égide de la Fédération moldave de football.
Deux de leurs trois meilleurs résultats dans les années 2020 ont été obtenus lors des qualifications pour l'UEFA Euro 2024, avec une victoire sur la Pologne (3-2) à Chișinău, en remontant un déficit de 0-2, et un match nul contre la République tchèque (0-0) à Chișinău. En 2007, la Moldavie a battu la Hongrie 3-0 à Chișinău dans le cadre des qualifications pour l'Euro 2008. Un autre résultat notable a été une victoire 5-2 sur le Monténégro lors des éliminatoires de la Coupe du monde de la FIFA 2014. L'équipe ne s'est jamais qualifiée pour les phases finales du Championnat d'Europe de l'UEFA ou de la Coupe du monde de la FIFA depuis son entrée dans les qualifications en 1994.

## Histoire
La Fédération moldave de football est fondée en 1990. Cependant, l'équipe nationale de football de Moldavie n'a disputé de match international officiel que le 2 juillet 1991, lors d'un match contre la Géorgie (défaite de la Moldavie 4-2).
La première tentative de la Moldavie de se qualifier pour la Coupe du monde de la FIFA remonte à 1998, mais elle n'a pas réussi à se qualifier pour le tournoi. La Moldavie a terminé dernière ou avant-dernière de toutes les campagnes de qualification du tournoi engagées à ce jour, à l'exception des éliminatoires de l'UEFA Euro 2008, au cours desquelles elle a terminé cinquième du groupe C à sept équipes avec 12 points.
Les qualifications pour l'Euro 2024 ont marqué un tournant pour la Moldavie, qui est passée à deux doigts d'un début historique en compétition pour la première fois, en obtenant dix points dans un groupe de cinq ; les Moldaves ont également réalisé un exploit impressionnant en étant invaincus à domicile tout au long des qualifications, y compris en glanant une victoire historique 3-2 contre la Pologne, et étaient à une victoire de se qualifier pour l'Euro 2024. Cependant, une défaite à l'extérieur face à la République tchèque lors de la dernière journée a une nouvelle fois anéanti les espoirs de la Moldavie, qui a terminé quatrième et a été éliminée pour cause de nombre de points insuffisant,.

## Palmarès

### Classement FIFA
| Année              | 1994 | 1995 | 1996 | 1997 | 1998 | 1999 | 2000 | 2001 | 2002 | 2003 | 2004 | 2005 | 2006 | 2007 | 2008 | 2009 | 2010 | 2011 | 2012 | 2013 | 2014 | 2015 | 2016 | 2017 | 2018 | 2019 | 2020 | 2021 | 2022 | 2023 | 2024 |
| ------------------ | ---- | ---- | ---- | ---- | ---- | ---- | ---- | ---- | ---- | ---- | ---- | ---- | ---- | ---- | ---- | ---- | ---- | ---- | ---- | ---- | ---- | ---- | ---- | ---- | ---- | ---- | ---- | ---- | ---- | ---- | ---- |
| Classement mondial | 118  | 109  | 117  | 131  | 116  | 93   | 94   | 103  | 111  | 106  | 114  | 107  | 86   | 52   | 97   | 94   | 84   | 136  | 128  | 96   | 121  | 155  | 164  | 167  | 170  | 175  | 177  | 181  | 174  | 155  | 151  |

### Parcours enCoupe du monde
| Année | Position                      |      | Année                         | Position |                       | Année | Position |
| 1930  | Non inscrite                  | 1974 | Membre de l' Union soviétique | 2010     | Non qualifiée         |       |          |
| 1934  | Non inscrite                  | 1978 | Membre de l' Union soviétique | 2014     | Non qualifiée         |       |          |
| 1938  | Non inscrite                  | 1982 | Membre de l' Union soviétique | 2018     | Non qualifiée         |       |          |
| 1950  | Membre de l' Union soviétique | 1986 | Membre de l' Union soviétique | 2022     | Non qualifiée         |       |          |
| 1954  | Membre de l' Union soviétique | 1990 | Membre de l' Union soviétique | 2026     | Éliminatoire en cours |       |          |
| 1958  | Membre de l' Union soviétique | 1994 | Non qualifiée                 | 2030     | À venir               |       |          |
| 1962  | Membre de l' Union soviétique | 1998 | Non qualifiée                 | 2034     | À venir               |       |          |
| 1966  | Membre de l' Union soviétique | 2002 | Non qualifiée                 |          |                       |       |          |
| 1970  | Membre de l' Union soviétique | 2006 | Non qualifiée                 |          |                       |       |          |

### Parcours enChampionnat d'Europe
| Année | Position                      |      | Année                         | Position |               | Année | Position |
| 1960  | Membre de l' Union soviétique | 1988 | Membre de l' Union soviétique | 2016     | Non qualifiée |       |          |
| 1964  | Membre de l' Union soviétique | 1992 | Membre de l' Union soviétique | 2020     | Non qualifiée |       |          |
| 1968  | Membre de l' Union soviétique | 1996 | Non qualifiée                 | 2024     | Non qualifiée |       |          |
| 1972  | Membre de l' Union soviétique | 2000 | Non qualifiée                 | 2028     | À venir       |       |          |
| 1976  | Membre de l' Union soviétique | 2004 | Non qualifiée                 | 2032     | À venir       |       |          |
| 1980  | Membre de l' Union soviétique | 2008 | Non qualifiée                 |          |               |       |          |
| 1984  | Membre de l' Union soviétique | 2012 | Non qualifiée                 |          |               |       |          |

### Parcours enLigue des Nations
| Édition   | Ligue | Phase de Groupe | Phase de Groupe | Phase de Groupe | Phase de Groupe | Phase de Groupe | Phase de Groupe | Phase de Groupe | Phase finale | Phase finale | Phase finale | Phase finale | Phase finale | Phase finale | Phase finale | Phase finale |
| Édition   | Ligue | Class.          | M               | V               | N               | D               | bp              | bc              | Pays hôte    | Résultat     | M            | V            | N            | D            | bp           | bc           |
| --------- | ----- | --------------- | --------------- | --------------- | --------------- | --------------- | --------------- | --------------- | ------------ | ------------ | ------------ | ------------ | ------------ | ------------ | ------------ | ------------ |
| 2018-2019 | D     | 3/4             | 6               | 2               | 3               | 1               | 4               | 5               | 2019         | Inéligible   | Inéligible   | Inéligible   | Inéligible   | Inéligible   | Inéligible   | Inéligible   |
| 2020-2021 | C     | 4/4             | 8               | 1               | 1               | 6               | 3               | 13              | 2021         | Inéligible   | Inéligible   | Inéligible   | Inéligible   | Inéligible   | Inéligible   | Inéligible   |
| 2022-2023 | D     | 2/4             | 6               | 4               | 1               | 1               | 10              | 6               | 2023         | Inéligible   | Inéligible   | Inéligible   | Inéligible   | Inéligible   | Inéligible   | Inéligible   |
| 2024-2025 | D     | 1/3             | 4               | 3               | 0               | 1               | 5               | 1               | 2025         | Inéligible   | Inéligible   | Inéligible   | Inéligible   | Inéligible   | Inéligible   | Inéligible   |
| Total     | Total | Total           | 24              | 10              | 5               | 9               | 22              | 25              | Total        | Total        | 0            | 0            | 0            | 0            | 0            | 0            |

## Principaux joueurs
- Valeriu Catînsus
- Boris Cebotari
- Serghei Cleșcenco
- Sergey Kovalchuk
- Alexandru Curtianu
- Serghei Dadu
- Viorel Frunză
- Iurie Miterev
- Alexandru Popovici
- Radu Rebeja
- Serghei Rogaciov
- Oleg Șișchin
- Ion Testemițanu

## Records
| Rang | Sélections | Joueur             | Carrière  | Buts |
| ---- | ---------- | ------------------ | --------- | ---- |
| 1    | 101        | Alexandru Epureanu | 2006-2021 | 8    |
| 2    | 83         | Igor Armaș         | 2008-2023 | 6    |
| 3    | 79         | Victor Golovatenco | 2004-2017 | 3    |
| 4    | 75         | Artur Ioniță       | 2009-     | 5    |
| 5    | 74         | Radu Rebeja        | 1991-2008 | 2    |
| 6    | 73         | Veaceslav Posmac   | 2013-     | 2    |
| 7    | 69         | Serghei Cleșcenco  | 1991-2006 | 11   |
| 8    | 68         | Eugeniu Cebotaru   | 2007-2020 | 1    |
| 9    | 63         | Alexandru Gațcan   | 2005-2018 | 5    |
| 10   | 59         | Alexandru Suvorov  | 2006-2020 | 5    |

| Rang | Buts | Joueur             | Carrière  | Sélections | Ratio |
| ---- | ---- | ------------------ | --------- | ---------- | ----- |
| 1    | 17   | Ion Nicolaescu     | 2018-     | 51         | 0,33  |
| 2    | 11   | Serghei Cleșcenco  | 1991-2006 | 69         | 0,16  |
| 3    | 9    | Serghei Rogaciov   | 1996-2007 | 52         | 0,17  |
| 4    | 8    | Sergiu Dadu        | 2002-2013 | 30         | 0,27  |
| 4    | 8    | Iurie Miterev      | 1992-2006 | 36         | 0,22  |
| 4    | 8    | Igor Bugaiov       | 2007-2017 | 54         | 0,15  |
| 4    | 8    | Alexandru Epureanu | 2006-2020 | 101        | 0,07  |
| 8    | 7    | Eugen Sidorenco    | 2010-2019 | 35         | 0,2   |
| 8    | 7    | Viorel Frunză      | 2002-2015 | 37         | 0,19  |
| 8    | 7    | Radu Gînsari       | 2012-2022 | 47         | 0,15  |

Les joueurs en gras sont encore en activité.

## Sélection actuelle
Sélections et buts actualisés après le 3 avril 2025

### Appelés récemment
Les joueurs suivants ne font pas partie du dernier groupe appelé mais ont été retenus en équipe nationale lors des 12 derniers mois.

## Sélectionneurs
Les sélectionneurs en italique ont assuré l'intérim.
Mis à jour le 19 juin 2025.
| Sélectionneur       | Période   | Matchs | Gagnés | Nuls | Perdus | Gagnés % |
| ------------------- | --------- | ------ | ------ | ---- | ------ | -------- |
| Ion Caras           | 1991-1992 | 2      | 0      | 1    | 1      | 0        |
| Eugen Piunovschi    | 1992      | 5      | 3      | 0    | 2      | 60       |
| Ion Caras           | 1992-1997 | 27     | 5      | 3    | 19     | 18,52    |
| Alexandru Maţiura   | 1998      | 1      | 0      | 0    | 1      | 0        |
| Ivan Daniliants     | 1998-1999 | 14     | 2      | 7    | 5      | 14,29    |
| Alexandru Maţiura   | 1999-2001 | 16     | 4      | 4    | 8      | 25       |
| Alexandru Spiridon  | 2001      | 4      | 1      | 0    | 3      | 25       |
| Victor Pasulko      | 2002-2005 | 35     | 7      | 8    | 20     | 20       |
| Anatol Teslev       | 2006      | 6      | 1      | 2    | 3      | 16,67    |
| Igor Dobrovolski    | 2007-2009 | 30     | 7      | 9    | 14     | 23,33    |
| Gavril Balint       | 2010-2011 | 18     | 5      | 2    | 11     | 27,78    |
| Ion Caras           | 2012-2014 | 27     | 6      | 7    | 14     | 22,22    |
| Alexandru Curtianu0 | 2014-2015 | 10     | 0      | 4    | 6      | 0        |
| Ștefan Stoica0      | 2015      | 3      | 0      | 0    | 3      | 0        |
| Igor Dobrovolski0   | 2016-2017 | 18     | 2      | 5    | 11     | 11,11    |
| Alexandru Spiridon  | 2018-2019 | 16     | 3      | 5    | 8      | 18,75    |
| Semen Altman        | 2019      | 4      | 0      | 0    | 4      | 0        |
| Engin Fırat         | 2019-2020 | 11     | 0      | 2    | 9      | 0        |
| Roberto Bordin      | 2021      | 12     | 1      | 1    | 10     | 8,33     |
| Serghei Cleșcenco   | 2022-     | 36     | 13     | 8    | 15     | 36,11    |

## Présidents
- Pavel Cebanu